# Franz Thomé
Franz Thomé (21. listopadu 1807 ve Vídni – 22. května 1872 v Praze) byl rakouský herec, režisér a divadelní ředitel.

## Životopis

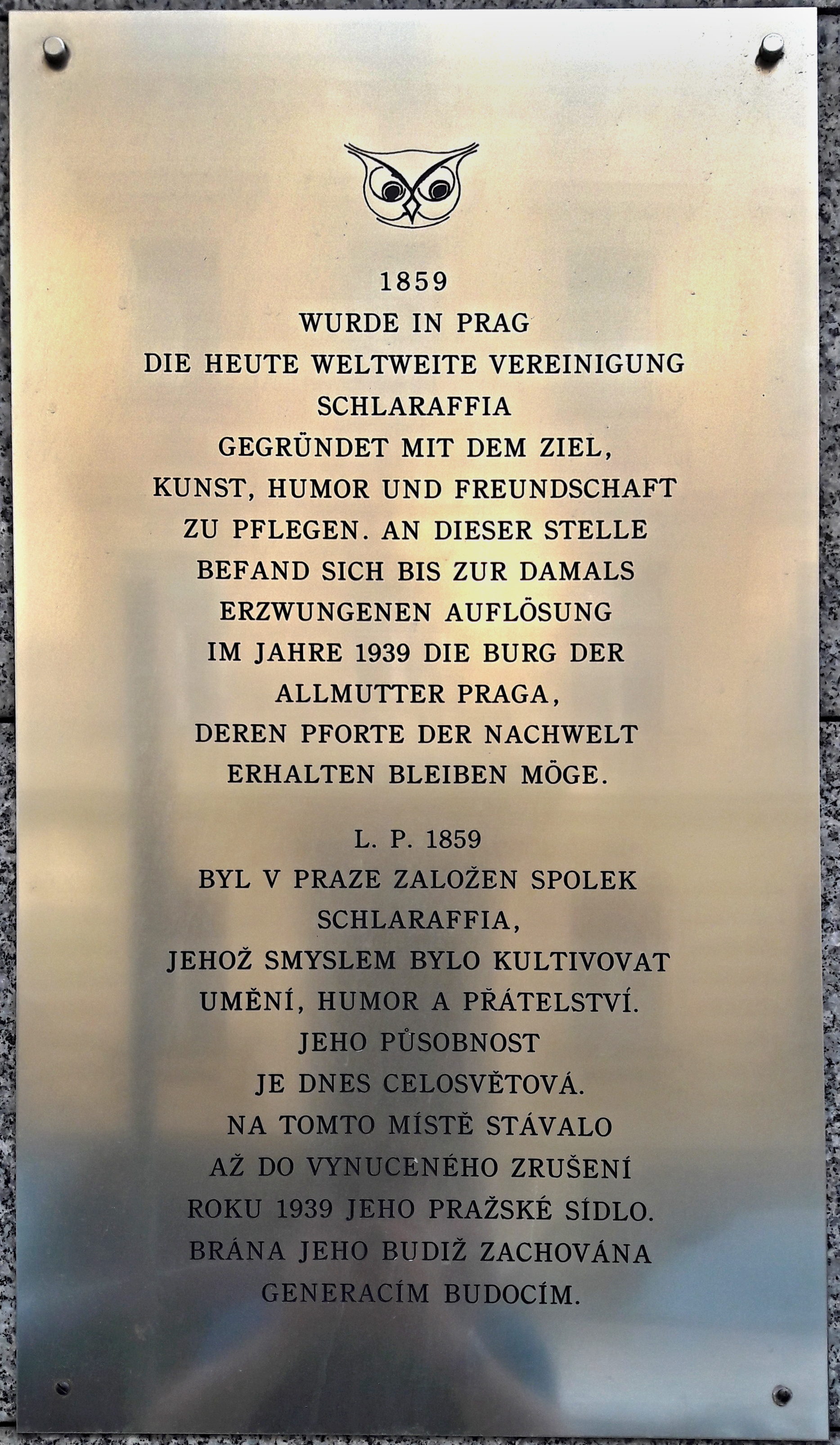
Pamětní deska založení spolku Schlaraffia v Praze, Štěpánská ulice

Franz Thomé byl syn ruského diplomata ve Vídni, knížete Andreje Kirilloviče Razumovského. Po smrti otce se s matkou přestěhovali do Drážďan, kde vystudoval gymnázium. Když se jeho matka podruhé provdala, vrátila se rodina zpět do Vídně. Tam jako 17letý nastoupil svou divadelní dráhu. První herecké angažmá jako "mladý milovník" dostal u Schumannovy společnosti ve Vídni, další v Mohuči a v Paříži, kde ale společnost, do které patřil, zkrachovala. Od roku 1837 hrál nejprve v Pešti a pak v Norimberku. Krátce nato převzal ředitelství divadla v Lublani, které bylo tehdy spojeno s divadlem v Terstu. V roce 1847 jej hrabě Skarbek angažoval jako uměleckého ředitele nového divadla ve Lvově, avšak již roku 1848 se vrátil do spojených divadel Lublaň, Terst a Klagenfurt. Roku 1850 převzal vedení zemského stavovského divadla ve Štyrském Hradci. Okřídlená věta tohoto času - založená na jím požadovaném vynikajícím jevištním obrazu - zněla:
| „ | „Člověk může prorokave Vídni slyšet, ale v (Štýrském) Hradci jej uvidí.“ („Man muß den ‚Propheten‘ in Wien hören und in Gratz sehen"). | “ |

Od 22. března 1853 až do roku 1858 byl ředitelem divadla v Rize. Od roku 1859 řídil - nejdříve společně s Johannem Augustem Stögerem – pražské Stavovské divadlo. Když se s ním ale 1860 v důsledku finančních neshod znepřátelil, řídil divadlo až do roku 1864 sám. Do svého souboru přizval z vídeňského Burgtheatru slavné umělce, jako byl Konrad Adolf Hallenstein, Franz Innozenz Nachbaur či Eduard Bachmann. Po krátkém přerušení pak divadlo řídil v letech 1865 až 1866, předtím, než bylo uzavřeno kvůli vpádu Prusů. Jeho zásluhou a na jeho náklady bylo roku 1859 postaveno Novoměstské divadlo. V něm uváděl kromě německého repertoáru také české kusy, přátelil se s Václavem Klimentem Klicperou, pro českou činohru angažoval herce a ředitele Pavla Švandu st. ze Semčic a jako kapelníka od roku 1861 Jana Nepomuka Maýra. Od roku 1868 k tomu navíc řídil divadlo v Linci.
Byl dvakrát ženatý, od roku 1837 v Pešti se zpěvačkou a sboristkou Dlle. M. Baumgärtnerovou a po přestěhování do Prahy se zpěvačkou Dlle. A. Güntherovou. Z druhého manželství se narodila dcera.
V pobytové přihlášce pražského policejního ředitelství z roku 1856 ovšem ženu neuvedl, jen dvě osvojené děti: dceru Olgu Steinerovou, narozenou roku 1855 v Rize a syna Franze Spenglera, rodáka z Terstu z roku 1844 .
Dne 10. října 1859 založil v Praze společně s některými herci a zpěváky mužskou zábavní a uměleckou společnost Schlaraffia.
V roce 1870 utrpěl mozkovou mrtvici, zrušil smlouvu v Linci a vrátil se do Prahy, kde roku 1872 po druhém záchvatu mrtvice zemřel. Pohřben byl na Olšanských hřbitovech.